# Ахмед Ейд (футболіст)
Ахмед Ейд Мохамед Гад Ель Хак (араб. أحمد عيد محمد جاد الحق, нар. 1 січня 2001, Фаюм) — єгипетський футболіст, захисник клубу «Аль-Масрі».
Виступав за молодіжну збірну Єгипту.

## Клубна кар'єра
Народився 1 січня 2001 року у Фаюмі. Вихованець футбольної школи «Замалека». Дорослу футбольну кар'єру розпочав 2020 року в основній команді того ж клубу, в якій провів один сезон, взявши участь у 16 матчах чемпіонату. Основним гравцем команди не став, утім став у її складі переможцем чемпіонату, Кубку та Суперкубку Єгипту, а також володарем Суперкубка КАФ. 
Згодом протягом 2021—2022 років перебував в оренді у клубі «Ісмайлі», а протягом 2022—2023 років — у «ЕНППІ Клуб».
Влітку 2023 року на умовах повноцінного контракту став гравцем «Аль-Масрі».

## Виступи за збірну
З 2023 року залучається до складу молодіжної збірної Єгипту. На молодіжному рівні зіграв у 4 офіційних матчах.
2024 року був включений до заявки олімпійської збірної Єгипту для участі у футбольному турнірі на тогорічних Олімпійських іграх у Парижі.

## Статистика виступів

### Статистика клубних виступів
Станом на 22 липня 2024
| Сезон             | Команда           | Чемпіонат         | Чемпіонат | Чемпіонат | Національний кубок | Національний кубок | Національний кубок | Континентальні кубки | Континентальні кубки | Континентальні кубки | Інші змагання | Інші змагання | Інші змагання | Усього | Усього | Усього |
| Сезон             | Команда           | Ліга              | Ігор      | Голів     | Ліга               | Ігор               | Голів              | Ліга                 | Ігор                 | Голів                | Ліга          | Ігор          | Голів         | Ігор   | Голів  |        |
| ----------------- | ----------------- | ----------------- | --------- | --------- | ------------------ | ------------------ | ------------------ | -------------------- | -------------------- | -------------------- | ------------- | ------------- | ------------- | ------ | ------ | ------ |
| 2019–20           | «Замалек»         | 1Л                | 13        | 0         | КЄ                 | 1                  | 0                  | ЛЧ                   | 4                    | 0                    |               | -             | -             | 18     | 0      |        |
| 2020–21           | «Замалек»         | 1Л                | 3         | 0         | КЄ                 | 0                  | 0                  | ЛЧ                   | 0                    | 0                    |               | -             | -             | 3      | 0      |        |
| 2021-січ. 2022    | «Ісмайлі»         | 1Л                | 3         | 0         | КЄ                 | 0                  | 0                  |                      | -                    | -                    |               | -             | -             | 3      | 0      |        |
| січ.-черв. 2022   | «Замалек»         | 1Л                | 0         | 0         | КЄ                 | 0                  | 0                  |                      | -                    | -                    |               | -             | -             | 0      | 0      |        |
| 2022–23           | «ЕНППІ Клуб»      | 1Л                | 16        | 0         | КЄ                 | 0                  | 0                  |                      | -                    | -                    |               | -             | -             | 16     | 0      |        |
| 2023–24           | «Аль-Масрі»       | 1Л                | 9         | 0         | КЄ                 | 0                  | 0                  |                      | -                    | -                    |               | -             | -             | 9      | 0      |        |
| Усього за кар'єру | Усього за кар'єру | Усього за кар'єру | 102       | 2         |                    | 0                  | 0                  |                      | 6                    | 0                    |               | 0             | 0             | 108    | 2      |        |

## Титули і досягнення
- Чемпіон Єгипту (1):

«Замалек»: 2020/21
- Володар Кубка Єгипту (1):

«Замалек»: 2020/21
- Володар Суперкубка Єгипту (1):

«Замалек»: 2020
- Володар Суперкубка КАФ (1):

«Замалек»: 2020